# Гелен Квінн
Гелен Квінн (англ. Helen Quinn; 19 травня 1943) — Австралійсько американська фізикиня. Її внесок у теоретичну фізику включає теорію Печчеї-Квінн, яка передбачає відповідну симетрію природи, пов'язану із симетрією матерії та антиматерії. В рамках цієї теорії було постульовано існування елементарних частинок аксіонів, які є можливим кандидатами на роль темної матерії Всесвіту. Аксіон має бути псевдоголдстоунівським бозоном, і виникати в результаті спонтанного порушення симетрії Печчеї-Квінн. Не дивлячись на багаторічні пошуки різними методами, аксіони усе ще не спостережені експериментально. Працювала також над створенням єдиної теорії для трьох типів взаємодії елементарних частинок (сильна, електромагнітна та слабка).
Гелен Квінн відома своїм внеском у освіту. Вона була головою ради з наукової освіти Національної академії наук США. Завдяки її зусиллям було розроблено структуру наукової освіти K-12 яка передбачає нові стандарти освіти, «багаті змістом і практикою, узгоджено впорядковані між дисциплінами та оцінками, щоб забезпечити всім учням наукову освіту за міжнародними стандартами». Структура K-12 стала основою для Наукових стандартів освіти нового покоління прийнятих багатьма державами.

## Нагороди
- Медаль Дірака Міжнародного центру теоретичної фізики (2000)
- Орден Австралії (2005)
- Премія Сакураї (2013)
- Public Welfare Medal (2016)
- Медаль Бенджаміна Франкліна (2018)
- Премія Гарві (2023)